# Lucas Sotero
Lucas Alves Sotero da Cunha (Natal, Brasil, 21 de mayo de 1991), más conocido como Lucas Sotero, es un futbolista brasileño que juega de mediocampista. Su último equipo fue el Unión Magdalena de la Categoría Primera B colombiana.

## Gol olímpico
El día 28 de junio de 2016 jugando para el Sampaio Corrêa por el Brasileirao B anotó un gol olímpico en la victoria de su equipo 3-1 ante el Tupi FC al minuto 20' del encuentro.

## Trayectoria
En el año 2008 llegaría a las inferiores del Atlético Paranaense donde estaría hasta junio de 2010 cuándo es contratado a manera de cesión por el Dinamo Minsk de Bielorrusia.
Con el Dinamo Minsk debutaría profesionalmente con tan solo 19 años en agosto de 2010 en la UEFA Champions League, se mantuvo con el club hasta diciembre del mismo año. En total disputaría en su corta estadía 15 partidos anotando 3 goles.
Entre 2011 y 2012 regresá a las inferiores del Atlético Paranaense, aunque llegó a jugar un partido completo ante el Boa EC.
Tomando nuevos rumbos pasaría por el Santa Cruz-RS, Figueirense, Paraná, Concórdia sin sumar muchos minutos. Luego lo haría por el Villa Nova, Anápolis y el Sampaio Corrêa con un nivel destacado que le vale para ir de nuevo al fútbol internacional.
Desde mediados del 2017 juega en el fútbol de Colombia donde ha dado varias asistencias de gol.

## Clubes
| Club                | País        | Año         |
| ------------------- | ----------- | ----------- |
| Dinamo Minsk        | Bielorrusia | 2010        |
| Atlético Paranaense | Brasil      | 2012        |
| Santa Cruz-RS       | Brasil      | 2013        |
| Figueirense         | Brasil      | 2013        |
| Villa Nova          | Brasil      | 2014        |
| Paraná              | Brasil      | 2015        |
| Concórdia           | Brasil      | 2015        |
| Anápolis            | Brasil      | 2015 - 2016 |
| Sampaio Corrêa      | Brasil      | 2016        |
| Anápolis            | Brasil      | 2017        |
| Cortuluá            | Colombia    | 2017 - 2018 |
| Unión Magdalena     | Colombia    | 2019 - 2020 |
| Monte Azul          | Brasil      | 2021        |